# 香川縣立高松商業高等學校
香川縣立高松商業高等學校是位於日本香川縣高松市的公立高等學校。
其棒球部在1980年代以前由於經常取得香川縣代表參加全國賽，因此過去與位於四國同樣經常取得地區代表的學校愛媛縣立松山商業高等學校、德島縣立德島商業高等學校、高知市立高知商業高等學校被合稱為四國四商。

## 歷史
高松商的前身為1900年成立的「高松市立高松商業學校」和1901年成立於坂出町（現在的坂出市）的「香川縣立商業學校」兩所實業學校，兩所學校於1912年合併為「縣立香川商業學校」，並以位於高松市的校舍為校本部，坂出町的校舍為分部，坂出町分部僅維持一年即關閉。
1922年更名為「香川縣立高松商業學校」，1948年配合日本的學制改革更名為「香川縣立高松商業高等學校」。